# Pontotoc County (Mississippi)
Pontotoc County is een county in de Amerikaanse staat Mississippi.
De county heeft een landoppervlakte van 1.288 km² en telt 26.726 inwoners (volkstelling 2000). De hoofdplaats is Pontotoc.

## Bevolkingsontwikkeling

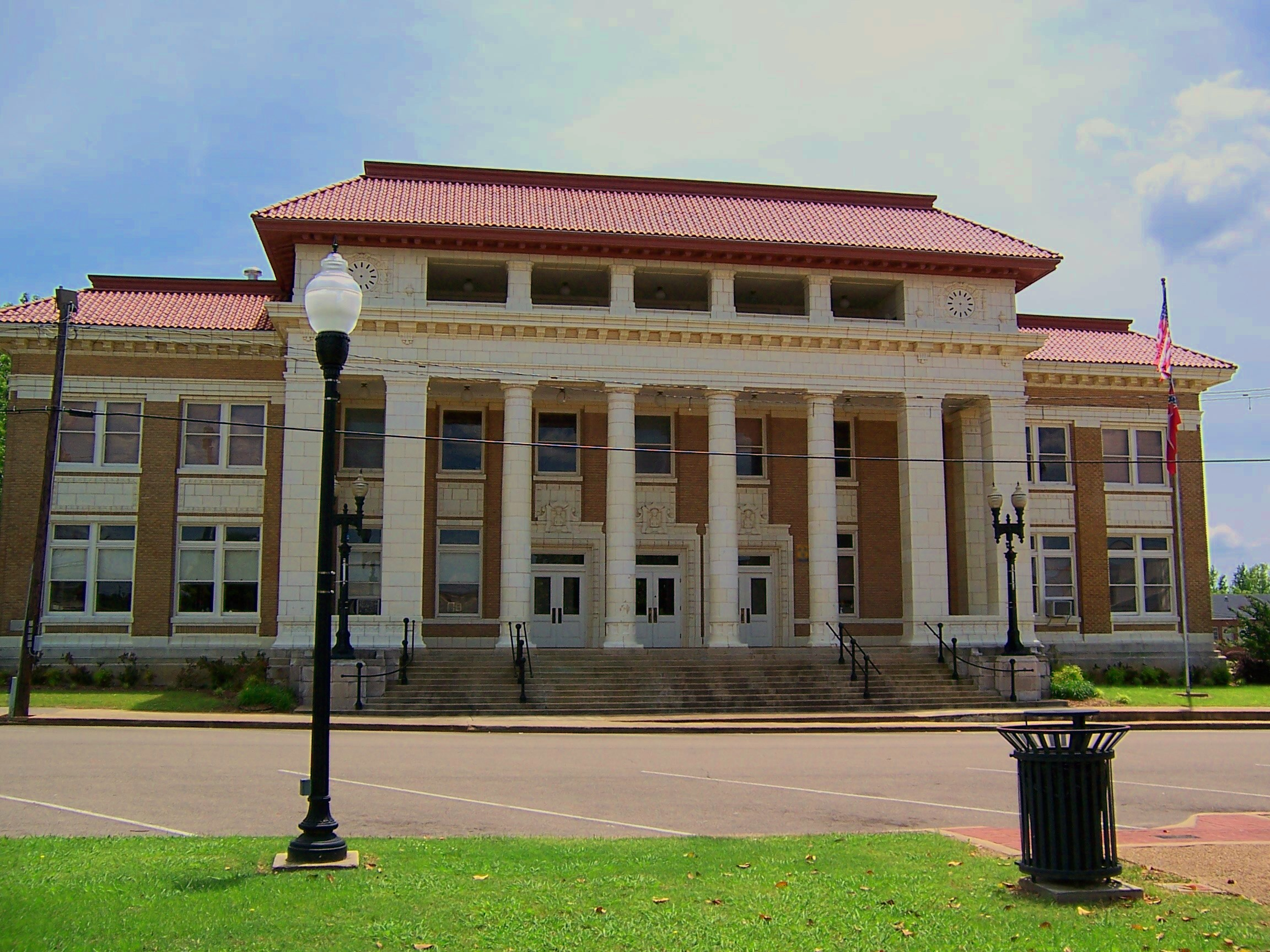
Pontotoc County Courthouse